# Dr. Atmo
Amir Abadi (1966) is een Duitse elektronische muzikant van Iraanse komaf, die het solo meest actief is onder de naam Dr. Atmo. Hij produceerde zowel dansbare trance en techno als ook ambient. Hij werkte veel samen met Pete Namlook, waarmee hij een reeks albums opnam. Hoewel hij nooit erg bekend werd was hij in de jaren negentig bijzonder productief en deed hij veel samenwerkingen met invloedrijke producers. 

## Biografie
Abadi wordt geboren in Iran. Op zijn twaalfde vlucht zijn familie echter naar Duitsland vanwege de Iraanse Revolutie en komt hij in Frankfurt am Main terecht. Daar groeit hij verder op en gaat hij bouwkunde aan de universiteit studeren. Als 14-jarige begint wordt hij voor het eerst actief in de muziekwereld door zijn bijbaan in een platenzaak. Wanneer in de vroege jaren negentig de trancescene in zijn woonplaats opkomt raakt hij betrokken. Door zijn bouwkundige achtergrond en door zijn contacten, wordt hij gevraagd om het design te doen door de invloedrijke clubs Omen van Sven Väth en XS Mark Spoon. In deze laatste club krijgt hij in 1992 ook een vaste aanstelling als dj. Naast het draaien van platen wordt hij ook actief als producer. Hij heeft enkele tranceprojecten met Oliver Lieb (Java), Pascal F.E.O.S. (Special Agent Fuse) en Pete Namlook (Escape), waarvan een aantal singles verschijnen. Vanaf 1993 lijken de muzikale ambities zich meer richting luistermuziek te verplaatsen. Hij profileert zich dan meer als producer van ambient house. Dat komt naar voren in een grote hoeveelheid samenwerkingen met onder andere Move D. (Intergalactic Federation), Benjamin Wild en Pino Shamlou (The Whole Traffic, A Day In The Park) en  Ingo Schnorrenberg en Michael Pagenstedt (U V O I I, Modifiers, Falling Infinities). Ook met Pete Namlook en Oliver Lieb start hij ambientprojecten. Met de eveneens uit Iran afkomstige Ramin Naghachian begint hij het project Sad world, waarin ze de invloeden uit hun geboorteland laten horen. Van het project verschijnen drie albums. Op het tweede album laten ze de vader van Naghachian een Iraans gedicht voordragen. Met Torsten Stenzel zoekt hij in 1996 weer eens de dansvloer op met de single Capetown van Dock Roads. Met het Grasshoppers-project, een samenwerking met Andreas Linse, probeert hij triphop en Drum-'n-bass uit. In het nieuwe millennium worden de pauzes tussen de albums wat groter. Maar zo nu en dan verschijnt er wat. Ook blijven er samenwerkingen komen.

## Discografie

### Albums
- Silence – Silence (1992)
- Silence – Silence II (1993)
- Gamma - Gamma (1993)
- Sad World - Sad World (1993)
- Intergalactic Federation - I.F. (1994)
- The Whole Traffic – The Whole Traffic (1994)
- Intergalactic Federation - I.F. II (1994)
- U V O I I – Sound Of Heaven (1994)
- Sad World - Sad World II (1994)
- A Day In The Park – A Day In The Park (1995)
- The Whole Traffic – The Whole Traffic II (1994)
- Sad World - Sad World III (1995)
- Dr. Atmo & Andrew Brix - Einmetersiebenundsechzig (1996)
- Genetic Soul - DNA Translation (1996)
- Falling Infinities – Kingdom Of Dreams (1996)
- Modifiers – Virgin Day (1997)
- Grasshoppers – Grasshoppers (1997)
- Grasshoppers – Livingroomscience (1998)
- Atmo.Brtschitsch – Change Your Life (2004)
- Atmo And The Lightz – Eclectic (2010)
- Quiet Life (2014)
- To You, Humanity (2021)
- Miss Silencio | Without Love, There Is Nothing (2021)
- Dr. Atmo & Mick Chillage - Ruhleben (2021)
- Helix | Trancelebration (2022)